# Wierch-Usugli
Wierch-Usugli (ros. Верх-Усугли) – wieś w Rosji, w Kraju Zabajkalskim, ośrodek administracyjny rejonu tungokoczeńskiego. W 2010 liczyła 2624 mieszkańców.